# Jean Grey
Jean Grey is een fictieve superheld uit de strips van Marvel Comics. Onder haar schuilnamen Marvel Girl en later Phoenix, is Jean Grey vooral bekend als lid van de X-Men. Ze werd bedacht door Stan Lee en Jack Kirby.
Jean Grey is een mutant geboren met grote telepathische en telekinetische krachten. Daarnaast is ze een van de weinige Omega-level mutanten, en de belichaming van een kosmisch wezen genaamd de Phoenix (feniks). In de stripserie sterft ze een aantal keer, maar dankzij haar Phoenix-krachten staat ze altijd weer op uit de dood.
Jean is een belangrijk figuur in de levens van Professor X, Wolverine en haar man Cyclops. Ze is het grootste gedeelte van het bestaan van de X-men aanwezig geweest in het team.

## Biografie

### Oorsprong
Jean Grey is de dochter van Dr. John Grey en Elaine Grey, en heeft een oudere zus genaamd Sara Grey. Voordat ze bij de X-Men kwam leefde ze met haar familie in Annandale-on-Hudson, New York, waar Dr. Grey werkte als geschiedenisdocent op het Bard College.
Jean is de enige van haar familie met mutantenkrachten. Haar gaven begonnen zich al te ontwikkelen toen ze tien was, toen haar vriendin Annie Richards werd overreden door een auto. Haar ouders zochten de hulp voor hun dochter bij experts, en vonden die bij Professor Charles Xavier. Hij besefte dat Jean op deze jonge leeftijd nog niet met haar krachten kon omgaan, dus bracht hij telepathisch een blokkade aan die voorkwam dat ze haar krachten kon gebruiken. Rond haar dertiende begonnen haar krachten zich opnieuw te ontwikkelen, waarna ze werd toegelaten op Xaviers School voor mutanten. Hier nam ze de codenaam “Marvel Girl” aan, en werd het eerste vrouwelijke lid van Charles Xaviers X-Men team.
Nadat Xavier een nieuw team van X-Men samenstelde om de oude leden te redden van het eiland Krakoa, verlieten de meeste oude X-Men het team. Inclusief Jean. Ze hield wel contact met het team. Vooral omdat Cyclops, waar ze verliefd op was, wel bij het team bleef. Ze werd ook goede vrienden met Storm.

### Phoenix
Jean, Scott, Wolverine en Banshee werden later ontvoerd door Sentinels en naar een verlaten S.H.I.E.L.D. ruimtestation gebracht. De andere X-Men kwamen hen achterna en wisten hen te bevrijden. Toen het ruimtestation op ontploffen stond ontdekten de X-Men dat hun spaceshuttle beschadigd was geraakt in een gevecht met de Sentinels, waardoor ze gedwongen waren tijdens de terugreis in een speciaal afgeschermd gedeelte te blijven. Jean gebruikte haar telepathische gaven om te leren hoe ze de spaceshuttle kon besturen en was in staat met haar psychische krachten de dodelijke straling af te wenden, terwijl ze als enige buiten het afgesloten gedeelte zat en de spaceshuttle terug naar de Aarde vloog. De straling werd echter te veel voor haar en haar psychische schild brak. Dit brak ook de blokkade die Xavier jaren terug aanbracht in haar hoofd. Hierdoor kon ze een connectie maken met de kosmische Phoenix-entiteit, die zo haar leven redde. Nadat de Shuttle neerstortte in een baai, kwam Jean weer boven water gewapend met nieuwe kosmische krachten.
Dit nieuwe wezen noemde zich de Phoenix en was in feite ook de Phoenix met Jeans patroon. De échte Jean Grey lag nog in coma op de bodem van het meer in een herstellende cocon, gemaakt door de Phoenix.
Tijdens een reis naar de Shi'ar ontdekte Jean de donkere verlangens van de Phoenix. Toch wist ze als de Phoenix het heelal te redden door het M'kraan kristal te herstellen. De Shi'ar begrepen echter ook het gevaar van de Phoenix.

## Dark Phoenix
In deze nieuwe vorm als de Phoenix namen Jeans krachten enorm toe. Tijdens de "Dark Phoenix Saga"' rommelde Mastermind met haar gedachten, waardoor Jean alle controle over zichzelf verloor en ze veranderde in de Dark Phoenix. Ze viel al haar vrienden en teamgenoten aan, verliet de planeet en vernietigde zelfs de zon van een ander bewoond planetenstelsel, bevriend met het Shi'ar. Hierop gelastte Lilandra een rechtszaak tegen de Phoenix. Professor X beriep zich echter op een eed tussen geliefden (hij en Lilandra), waardoor het tot een tweestrijd zou komen tussen de X-men en de Shi'ar Imperial Guard . Het gevecht vond plaats in het 'blauwe gebied' van de maan. De X-men waren aan de verliezende hand, toen Cyclops geraakt werd. De Phoenix vuurde weer op. Door Cyclops kwam ze echter lang genoeg weer bij zinnen om zelfmoord te plegen en zo te voorkomen dat ze meer slachtoffers zou maken.

### Terugkeer
Later vonden de Avengers een vreemde capsule op de bodem van een baai. Ze stuurden deze naar Reed Richards voor onderzoek. De capsule barstte open en Jean Grey kwam eruit. Ze had geen herinneringen van de tijd na de spaceshuttle crash, of aan de Phoenix. Tijdens haar herstelperiode verloor Jean haar telepathische gaven, maar haar telekinetische krachten namen sterk toe. Jean sloot zich weer bij de X-Men aan, en ontdekte later dat de kracht van de Phoenix was overgegaan op haar dochter uit een alternatieve toekomst: Rachel Summers.
Tijdens haar afwezigheid had Cyclops een piloot genaamd Madelyne Pryor ontmoet en was met haar getrouwd. Ze hadden ook een zoon, Nathan Christopher Charles Summers. Nadat Cyclops hoorde dat Jean terug was zocht hij haar op en vormde samen met haar en wat andere X-Men de superheldengroep X-Factor. Kort daarop werd bekend dat Madelyne in werkelijkheid een kloon van Jean was, gemaakt door Mr. Sinister. Dit met de hoop dat een kind van Jean Grey en Scott Summers (Cyclops) een mutant zou worden met enorme krachten. Het komt uiteindelijk tot een gevecht tussen Madelyne en Jean Grey, waarin Madelyne een link tussen hun gedachten creëert in de hoop dat als zij sterft, Jean met haar mee sterft. Jean overleeft het gevecht echter niet alleen, de link brengt al haar oude herinneringen aan haar tijd als Dark Phoenix terug.
Jean hielp Wolverine te overleven toen Magneto het adamantium van zijn botten verwijderde. Toen haar lichaam werd vernietigd door een Sentinel aanval bracht ze haar bewustzijn over op de mutant Emma Frost. Later kreeg Jean met hulp van Xavier en Forge haar eigen lichaam terug.

### Huwelijk
Jean en Cyclops trouwden in X-Men (Vol. 2) #30, (1994). Tijdens hun huwelijksreis werden beiden tijdelijk naar de toekomst gebracht om Cyclops’ zoon Nathan op te voeden. Nadat ze terug waren gekeerd nam Jean wederom de naam Phoenix aan, onder andere als eerbetoon aan haar overleden toekomstige dochter Rachel. Ze begon ook steeds meer haar rol als drager van de Phoenix-kracht te accepteren.
Een combinatie van Jeans taak als hoofd van Xaviers school, haar sterker wordende Phoenix-krachten, en Cyclops’ tijdelijke fusie met Apocalypse, begon haar tol te eisen en bedreigde hun huwelijk. Later, nadat Jean opnieuw de Dark Phoenix werd, werd ze gedood door een dubbelganger van Magneto.

### Alternatieve toekomst
Na Jeans tweede dood weigerde Cyclops het aanbod van Emma Frost om samen Xaviers school te heropenen. In zijn plaats deed Hank McCoy dit. Onder druk gezet, nam hij de drug “Kick”, wat later een fijnstof vorm van de slechterik Sublime bleek te zijn. Die kon op deze manier Beasts lichaam overnemen, en dreef hem tot waanzin. 150 jaar later probeerde deze inmiddels onsterfelijke versie van Beast de Phoenix weer te doen herrijzen, om haar al het leven op Aarde te laten verwoesten. Phoenix keerde zich tegen Beast, en versloeg hem. Vervolgens betreedt ze een andere dimensie waar ze andere personen, die ooit gastlichaam van de Phoenix-kracht waren, ontmoet. Ze krijgt te horen dat ze de "White Phoenix of the Crown" is, de meest complete vorm die een Phoenix gastlichaam kan bereiken. Jean gebruikt de nieuwe krachten die hiermee gepaard gaan om terug te reizen in de tijd en Cyclops ervan te overtuigen wel akkoord te gaan met Emma’s aanbod de school te heropenen.

### Endsong
In een miniserie uit 2005 getiteld X-Men: Phoenix - Endsong wordt de Phoenix weer tot leven gebracht door de Shi’ar, die hopen haar voorgoed te verslaan omdat ze kort na haar wederopstanding nog zwak is. Phoenix weet te ontsnappen en vlucht naar de Aarde, waar ze Jean weer tot leven brengt en wederom met haar fuseert. Jean beseft dat ze niet in leven hoort te zijn, en verliest weer controle over de Phoenix-krachten.
Ze teleporteert zichzelf en Wolverine naar de noordpool waar ze weer enigszins controle over haar krachten krijgt. Ze laat Wolverine haar verwonden zodat de Phoenix wordt verzwakt en haar niet weer kan beheersen. Vervolgens springt ze in het ijskoude water en bevriest.
Wanneer de andere X-men arriveren probeert Phoenix Cyclops ertoe te verleiden haar te beschieten met zijn optische stralen, in de hoop zijn energie te absorberen. Cyclops weerstaat haar, waarna Emma Frost de Phoenix overhaalt om haar lichaam over te nemen. Phoenix doet dit, maar Emma is evenmin in staat de Phoenix te weerstaan en verliest ook alle controle. Cyclops bevrijdt Jean uit het ijs en zij weet de Phoenix weg te halen uit Emma’s lichaam. Vervolgens komt het tot een gevecht tussen Jean en de Phoenix. De twee zijn aan elkaar gewaagd omdat Jean en Phoenix in feite een en dezelfde zijn. Zij en Phoenix worden uiteindelijk beide verslonden door de Phoenix kracht. Jean wordt weer de White Phoenix, en keert terug naar de dimensie waar alle gastlichamen van de Phoenix verblijven.

## Krachten en vaardigheden
Jean Grey is een Omega-level mutant, een van de sterkste mutanten in het universum. Ze is de belichaming van het onsterfelijke wezen de Phoenix. Deze dubbele persoonlijkheid geeft haar vrijwel ongelimiteerde telepathische en telekinetische krachten.
Toen haar krachten zich voor het eerst begonnen te ontwikkelen was Jean Grey niet in staat haar telepathische krachten te beheersen, en dus dwong Professor X ze deze via een mentale blokkade af te sluiten. Op zijn school leerde Jean haar andere kracht, telekinese, te beheersen. In haar begindagen bij de X-Men had ze dan ook alleen toegang tot die kracht.
Jean Grey wordt gezien als een van de sterkste mutanten die er is. Haar kracht overtreft die van veel andere mutanten met telekinetische of telepathische gaven, inclusief Professor X. Jeans telepathische krachten stellen haar in staat mentaal te communiceren met anderen, gedachten te lezen, iemands beslissingen te beïnvloeden, herinneringen te manipuleren, een astrale vorm aan te nemen of zelfs via mentale aanvallen iemand hersendood maken. Ze is tevens een van de weinige mutanten die zelfs in staat is mentaal met dieren te communiceren.
Ze heeft daarnaast ook ongeëvenaarde telekinetische krachten. Ze kan honderden voorwerpen en mensen, inclusief zichzelf, tegelijk optillen en doen bewegen met haar gedachten. Ze kan een krachtveld oproepen dat een raketinslag kan weerstaan.
Het was vanwege deze krachten dat de Phoenix Force haar uitkoos als nieuw gastlichaam. De Phoenix kan elke levensvorm uit de dood doen opstaan, absorberen en van extra kracht voorzien. De Phoenix vergroot Jeans krachten zodat ze zelfs materie op het subatomische level kan veranderen, zonder hulp door de ruimte kan vliegen en intense hitte kan opwekken door moleculaire activiteit te stimuleren. Als ze haar Phoenix-krachten gebruikt, wordt Jean omgeven door een vlamachtig aura in de vorm van een vogel. Als de Phoenix kan Jean zichzelf uit de dood doen opstaan.
Jean leerde uiteindelijk dat ze de "White Phoenix of the Crown" is. Dit gaf haar de macht om eindeloze vormen van energie te manipuleren met enkel haar gedachten, gehele tijdlijnen te repareren en veranderen, naar andere dimensies te reizen en poorten tussen verschillende alternatieve realiteiten te openen.

## Ultimate Jean Grey/Marvel Girl
In het Ultimate Marvel universum is Jean Grey een verantwoordelijke, maar extraverte tiener. Ze was eerst verliefd op Ultimate Wolverine, maar dumpte hem voor Cyclops nadat ze hoorde dat Wolverine de opdracht had Professor X te doden. Charles Xavier vond Jean in een inrichting waar ze was opgenomen omdat ze haar krachten niet onder controle kon houden, en omdat ze visioenen had van een Phoenix roofvogel. Ze was Xaviers tweede student, na Cyclops.
Wie of wat de Phoenix in de Ultimate Marvel strips is moet nog worden bekendgemaakt. Wel staat vast dat de Phoenix ook hier een apart wezen is, en geen vast onderdeel van Jean zelf.

## Jean Grey in andere media

### Televisie
- Jean Grey is a personage in de X-Men animatieserie, waarin haar stem werd gedaan door Catherine Disher. Ze verscheen ook in de flashback aflevering "The Origin of Iceman" van de serie Spider-Man and His Amazing Friends.

- In de animatieserie X-Men: Evolution, wordt Jeans stem gedaan door Venus Terzo. Haar krachten in deze serie zijn gelijk aan die van haar stripboekversie in de eerste X-Men strips. In het derde seizoen zijn haar krachten inmiddels zover ontwikkeld dat ze ook zware voorwerpen zoals helikopters kan optillen. De serie eindigde met een blik in de nabije toekomst, waarin onder andere Jean de Phoenix wordt.

### Film
In de films X-Men, X2, en X-Men: The Last Stand wordt Jean Grey gespeeld door de Nederlandse actrice Famke Janssen.
- In X-Men, wordt Jean geïntroduceerd als de dokter van het team. Ook heeft ze in de film al lange tijd een relatie met Cyclops. Jeans krachten zijn mild in vergelijking met die van haar teamgenoten en haar telepathie is niet zo sterk als die van Professor X.

- In X2, ontwikkelen Jeans krachten zich en begint ze al tekenen te vertonen van haar latere Phoenix krachten, zoals wanneer ze een raket van koers doet veranderen. Op het eind van de film houdt ze met haar krachten een enorme vloedgolf tegen terwijl ze ook de X-Jet laat opstijgen. Net voordat het water over haar heen valt wordt ze omgeven door vlammen. De film eindigt met een blik op het meer, waarin een vogelvormige gloed zichtbaar wordt.

- In X-Men: The Last Stand, keert Jean onverwacht weer terug, maar met krachten en een persoonlijkheid gelijk aan die van de Dark Phoenix. Als ze deze krachten gebruikt verandert ze van uiterlijk: haar huid verandert van kleur en haar ogen worden zwart. In de film vertelt Callisto aan Magneto dat Jean een klasse 5 mutant is, en daarmee de sterkste mutant ter wereld. Ook wordt onthuld dat deze kolossale krachten van Jean al op jonge leeftijd merkbaar waren, en dat Professor X toen uit voorzorg mentale blokkades bij haar had aangebracht om haar kracht te beperken. Als de Phoenix, zoals ze zichzelf nu noemt, doodt ze blijkbaar Scott en later ook Professor X. Op het eind weet Wolverine even tot haar door te dringen, waar bij ze hem smeekt haar te doden. De Phoenix in de film is niet het kosmische wezen uit de strips, maar gewoon een resultaat van Jeans mutatie.